# Syrphophagus fabulosus
Syrphophagus fabulosus är en stekelart som beskrevs av Hoffer 1965. Syrphophagus fabulosus ingår i släktet Syrphophagus och familjen sköldlussteklar. Inga underarter finns listade i Catalogue of Life.